# Błato
Błato (bułg. Блато) – rzeka w północno-zachodniej Bułgarii, w obwodzie miejskim Sofii i obwodzie sofijskim. 
Źródło znajduje się w żłobkach krasowych, ok. 1,2 km na zachód od wsi Opicwet. Błato jest lewym dopływem Iskyru, do którego uchodzi w pobliżu miasta Nowi Iskyr. Rzeka ma 30 km długości, jej dorzecze zajmuje powierzchnię 774 km², a średni przepływ wynosi 0,98 m³/s..